# Кливодин
Кли́водин (укр. Кліводин) — село в Кицманской городской общине Черновицкого района Черновицкой области Украины.
До 2020 года входило в Кицманский район
Население по переписи 2001 года составляло 1704 человека. Почтовый индекс — 59308. Телефонный код — 3736. Код КОАТУУ — 7322584501.